# Ниндорф (Шенбергер Ланд)
Ниндорф (њем. Niendorf) општина је у њемачкој савезној држави Мекленбург-Западна Померанија. Једно је од 91 општинског средишта округа Нордвестмекленбург. Према процјени из 2010. у општини је живјело 301 становника. Посједује регионалну шифру (AGS) 13058075.

## Географски и демографски подаци
Ниндорф се налази у савезној држави Мекленбург-Западна Померанија у округу Нордвестмекленбург. Општина се налази на надморској висини од 14 метара. Површина општине износи 11,5 km². У самом мјесту је, према процјени из 2010. године, живјело 301 становника. Просјечна густина становништва износи 26 становника/km².